# John M. Wiley
 John McClure Wiley (* 11. August 1846 in Derry, Vereinigtes Königreich; † 13. August 1912 in Ontario, Kanada) war ein US-amerikanischer Politiker. Zwischen 1889 und 1891 vertrat er den Bundesstaat New York im US-Repräsentantenhaus.

## Werdegang
Im Jahr 1850 kam John Wiley mit seinen Eltern aus seiner nordirischen Heimat in das Erie County im Staat New York. Er besuchte die öffentlichen Schulen seiner neuen Heimat. Später arbeitete er in Colden im Handel sowie im Immobiliengeschäft. Gleichzeitig schlug er als Mitglied der Demokratischen Partei eine politische Laufbahn ein. Zwischen 1871 und 1872 war er Mitglied der New York State Assembly; in den Jahren 1884, 1888 und 1892 nahm er als Delegierter an den jeweiligen Democratic National Conventions teil.
Bei den Kongresswahlen des Jahres 1888 wurde Wiley als Kandidat seiner Partei im 33. Wahlbezirk von New York in das US-Repräsentantenhaus in Washington, D.C. gewählt, wo er am 4. März 1889 die Nachfolge des Republikaners John B. Weber antrat. Da er im Jahr 1890 auf eine weitere Kandidatur verzichtete, konnte er bis zum 3. März 1891 nur eine Legislaturperiode im Kongress absolvieren.
Zwischen 1893 und 1897 war John Wiley amerikanischer Konsul in Bordeaux (Frankreich). Danach lebte er abwechselnd in den Wintermonaten in Jacksonville (Florida) und im Sommer in Colden. Er starb am 13. August 1912 während eines Aufenthalts in Kanada.